# Stanisław Stęborowski
Stanisław Piotr Stęborowski (zm. 23 października 2003) – polski historyk ruchu robotniczego. 

## Życiorys
Pracował w Zakładzie Historii Partii przy KC PZPR, w Instytucie Ruchu Robotniczego w Wyższej Szkole Nauk Społecznych przy KC PZPR. Jego żoną była historyk Helena Stęborowska (1918–2008). 

## Wybrane publikacje
- Geneza Centrolewu : 1928-1929, Warszawa: "Książka i Wiedza" 1963.
- Wybór źródeł do dziejów polskiego ruchu robotniczego. Cz. 1, 1918-1939, wyboru dokonał Stanisław Stęborowski, Warszawa: Wyższa Szkoła Nauk Społecznych przy KC PZPR 1976.